# Katedra św. Jana Chrzciciela w Norwich
Katedra św. Jana Chrzciciela w Norwich (ang. St John the Baptist Cathedral, Norwich) – katedra rzymskokatolicka w Norwich. Główna świątynia diecezji wschodnioangielskiej. Mieści się przy Earlham Road.
Budowa świątyni rozpoczęła się w 1882 i zakończyła w 1910, konsekrowana w 1910. Projektantem świątyni był George Gilbert Scott, Jr. Reprezentuje styl neogotycki. Posiada jedną wieżę.